# Charlotte Mineau
Charlotte Mineau (Michigan, 24 maart 1886 - Los Angeles (Californië), 12 oktober 1979) was een Amerikaans actrice.

## Biografie
Charlotte Mineau werd geboren in 1886 in Michigan. Mineau speelde tussen 1913 en 1931 in 65 films. Ze speelde enkele malen naast Charlie Chaplin en had ook enkele rollen in de komische films van Laurel en Hardy. Een van haar laatste rollen was in Monkey Business van The Marx Brothers in 1931. Haar laatste gekende filmoptreden was in de korte film Strictly Unreliable van Hal Roach (1932), samen met Thelma Todd en ZaSu Pitts. Mineau overleed in 1979 in Los Angeles, Californië.

## Filmografie (selectie)
- His New Job (1915)
- Sweedie Goes to College (1915)
- A Night in the Show (1915)
- The Floorwalker (1916)
- The Vagabond (1916)
- The Rink (1916)
- Easy Street (1917)
- Carolyn of the Corners (1919)
- Happiness (1924)
- Baby Clothes (1926)
- Get 'Em Young (1926)
- Sparrows (1926)
- 45 Minutes from Hollywood (1926)
- Love 'em and Weep (1927)
- Sugar Daddies (1927)
- Monkey Business (1931)
- Beach Pajamas (1931)
- Strictly Unreliable (1932)